# Bisdom Parintins
Het bisdom Parintins (Latijn: Dioecesis Parintinensis) is een rooms-katholiek bisdom met als zetel Parintins, in Brazilië. Het bisdom is suffragaan aan het aartsbisdom Manaus.

## Geschiedenis
Het bisdom werd opgericht op 12 juli 1955, als de territoriale prelatuur Parintins, uit delen van het aartsbisdom Manaus. Op 30 oktober 1980 werd het verheven tot bisdom. 

## Parochies
Het bisdom had in 2021 een oppervlakte van 68.390 km2 en telde 253.955 inwoners waarvan 80,3% rooms-katholiek was.

## Bisschoppen
- Arcângelo Cerqua (4 februari 1961 - 15 juli 1989; apostolisch administrator sinds 15 maart 1956)
- Giovanni Risatti (15 juli 1989 - 20 januari 1993; coadjutor sinds 10 december 1987)
- Gino Malvestio (9 maart 1994 - 7 september 1997)
- Giuliano Frigeni (20 januari 1999 - 21 december 2022)
- José Albuquerque de Araújo (21 december 2022 - heden)

Manaus (aartsbisdom) · Alto Solimões · Borba · Coari · Itacoatiara (territoriale prelatuur) · Parintins · Roraima · São Gabriel da Cachoeira · Tefé (territoriale prelatuur)